# 1862 en Grèce
Chronologie de la Grèce
- 1858
- 1859
- 1860
- 1861
- 1862
- 1863
- 1864
- 1865
- 1866

Cette page concerne les évènements survenus en 1862 en Grèce  :

## Événement
- 18 octobre : Début de la révolution grecque
- 23 octobre : Le roi Othon Ier est destitué.
- Élection au trône de Grèce
- novembre : Élections législatives

## Création
- Cathédrale de l'Annonciation d'Athènes.

## Naissance
- Anastásios Charalámbis, général puis Premier-ministre.
- Ioánnis Damvérgis (el), écrivain.
- Ioánnis Polémis (el), poète.
- Konstantínos Rádos (el), écrivain, historien et professeur.
- Lázaros Sóchos, sculpteur.
- Ioánnis Vonaséras (el), humoriste.

## Décès
- Louis Brest (d), vice-consul de France à Kimolos et Milos.
- Kanéllos Deligiánnis (el), personnalité politique.
- Theódoros Grívas (el), militaire.
- Dionýsios Tsókos, peintre.